# Alexandru Cisar
Alexandru Teodor Cisar (n. 21 octombrie 1892, București, România – d. 7 ianuarie 1954, București, România) a fost, începând din 1920, episcop romano-catolic al Diecezei de Iași, iar din 1924 arhiepiscop al Arhidiecezei de București. În anul 1949 a fost trimis cu domiciliu obligatoriu în Mănăstirea franciscană din Orăștie, după ce a fost anchetat de Securitate.
La 1 august 1953, în preziua Festivalului Internațional al Tineretului, i s-a permis întoarcerea la București.

## Originea și studiile
Tatăl său era de origine ceh, iar mama sa șvăboaică. Între 1899-1903 a fost alumn al Colegiului de Propaganda Fide din Roma.

## Instrumentalizarea de către regimul comunist

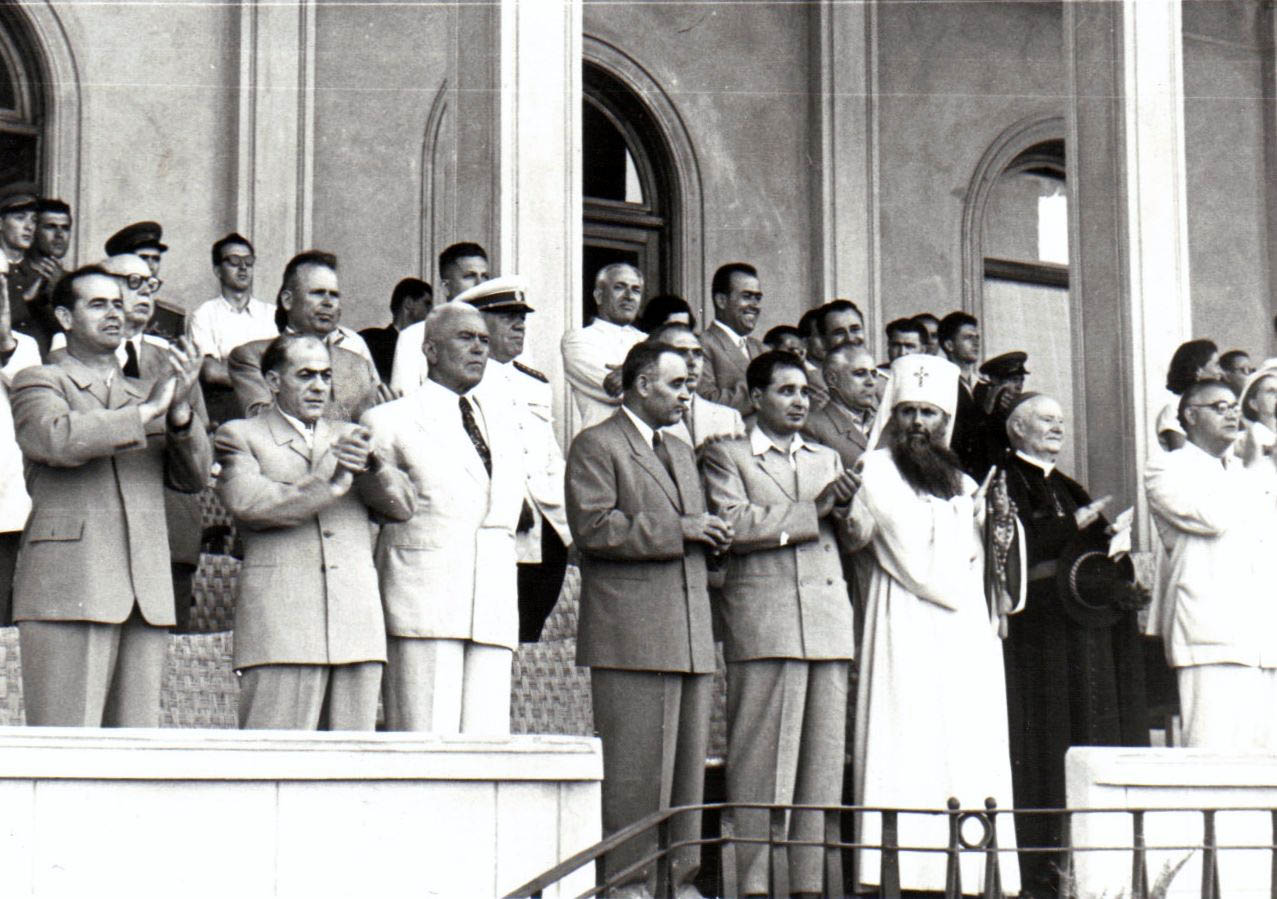
Alături de Alexandru Moghioroș, Iosif Chișinevschi, Petru Groza, Gheorghe Gheorghiu-Dej, Gheorghe Apostol și patriarhul Justinian Marina la deschiderea Festivalului Internațional al Tineretului, București, 2 august 1953

În data de 2 august 1953 a participat la deschiderea Festivalului Internațional al Tineretului, în tribuna oficială a Stadionului 23 August, alături de patriarhul Justinian Marina. Conform unei note informative arhiepiscopul a fost purtat „ca pe niște moaște pe la toate spectacolele și manifestările Festivalului, spre a fi văzut bine de delegații străini, cum că este liber și se bucură de toate drepturile și favorurile regimului din RPR.”

## Moartea suspectă
În data de 3 ianuarie 1954 a celebrat ultima liturghie. A murit în ziua de 7 ianuarie 1954 în circumstanțe suspecte, probabil otrăvit de Securitate. Cu prilejul unei ședințe a Biroului Politic al CC al PMR din același an, Gheorghe Gheorghiu-Dej a declarat: „A murit [Cisar]. Cauzele morții pot fi diferite. Părerea mea este că nu a murit subit, după festival. N-o să cercetăm noi acum cine l-a omorât.”
A fost înmormântat în București, în cripta de sub capela Sfânta Ana a cimitirului catolic "Bellu", construită în 1875.